# Valea Rinului în Wetterstein

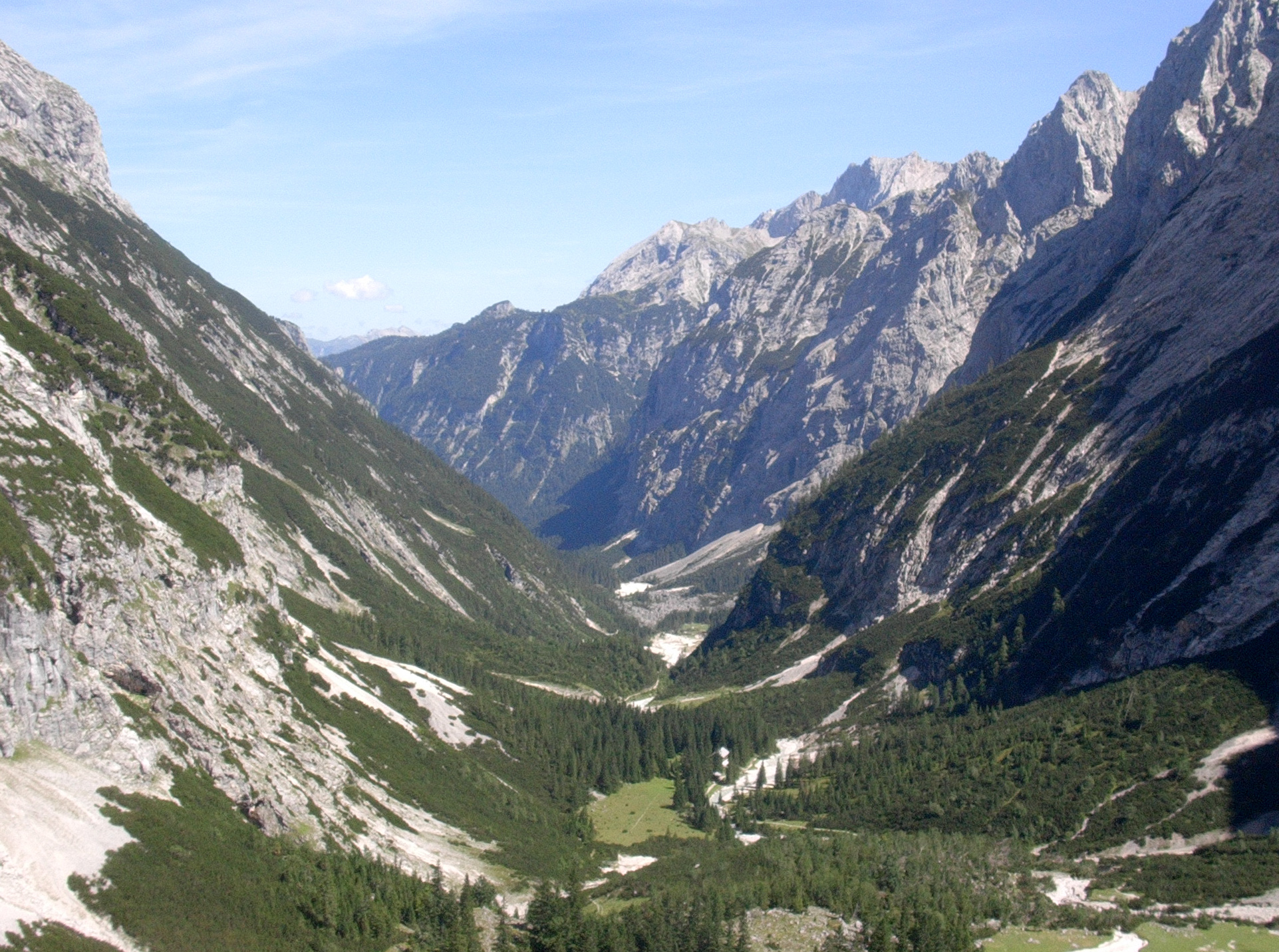
Valea Rinului în Wetterstein

Valea Rinului în Wetterstein (germană Reintal) se află la nord de Höllentalspitze, fiind format de cursul pârâului Partnach, începe la de est de Zugspitze și de termină la pistele de schi de la Garmisch-Partenkirchen. Drumul de-a lungul văii urcă domol, valea oferind o ușurare pentru drumeți de a ajunge pe Zugspitze, muntele cel mai înalt din Germania. Pe vale nu există șosea, toate drumurile fiind poteci. Lacul de acumulare natural Vordere Blaue Gumpe, care oprea apele lui Partnach a fost distrus la data de 23 august 2005 de averse intense de ploaie care au declanșat alunecări de teren..

## Galerie de imagini

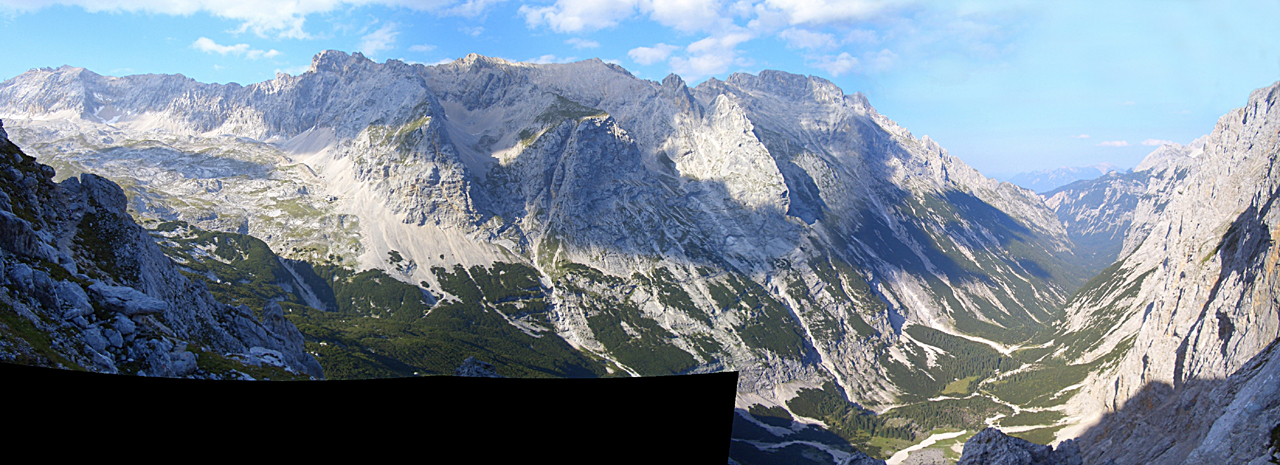
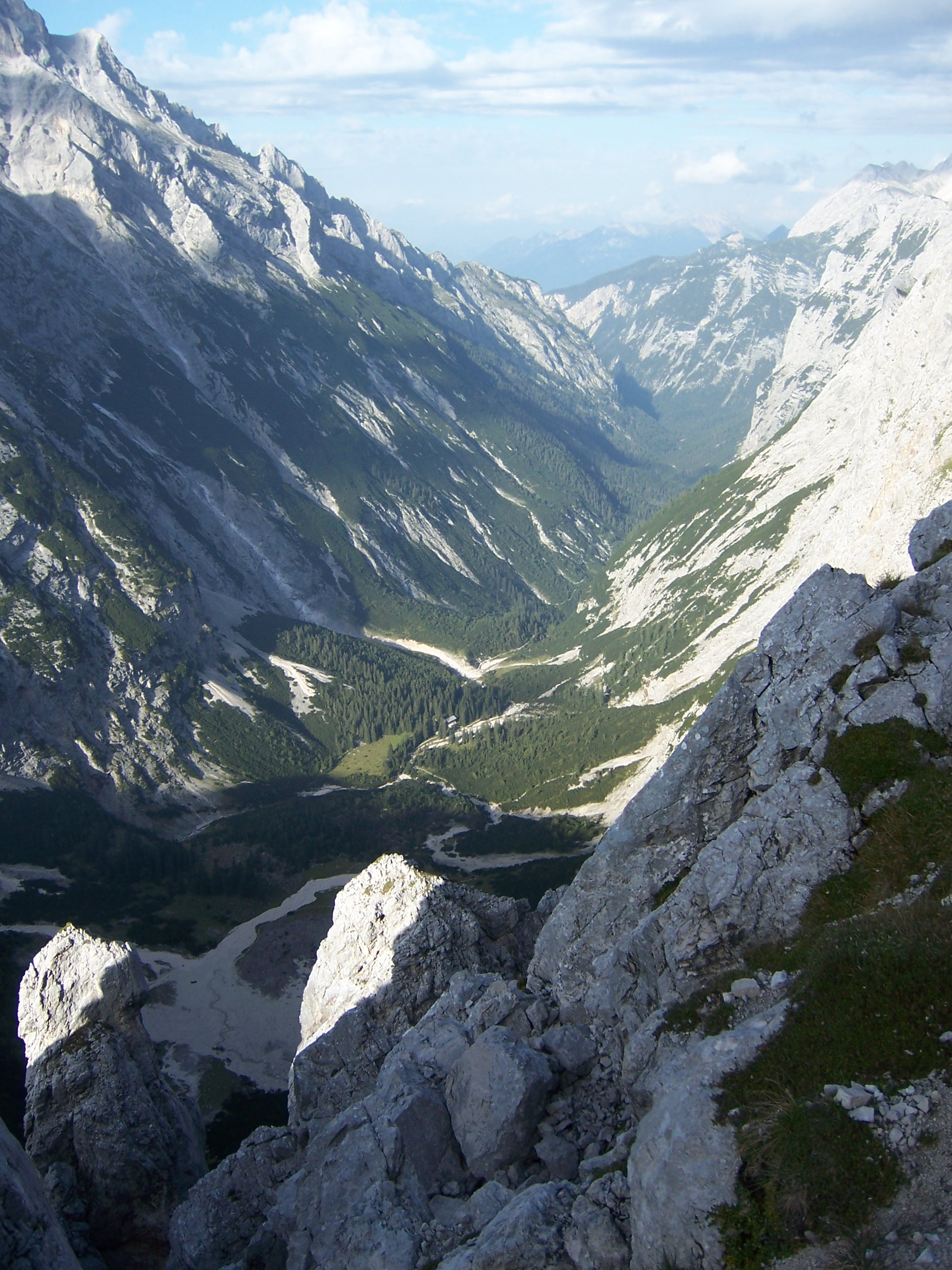
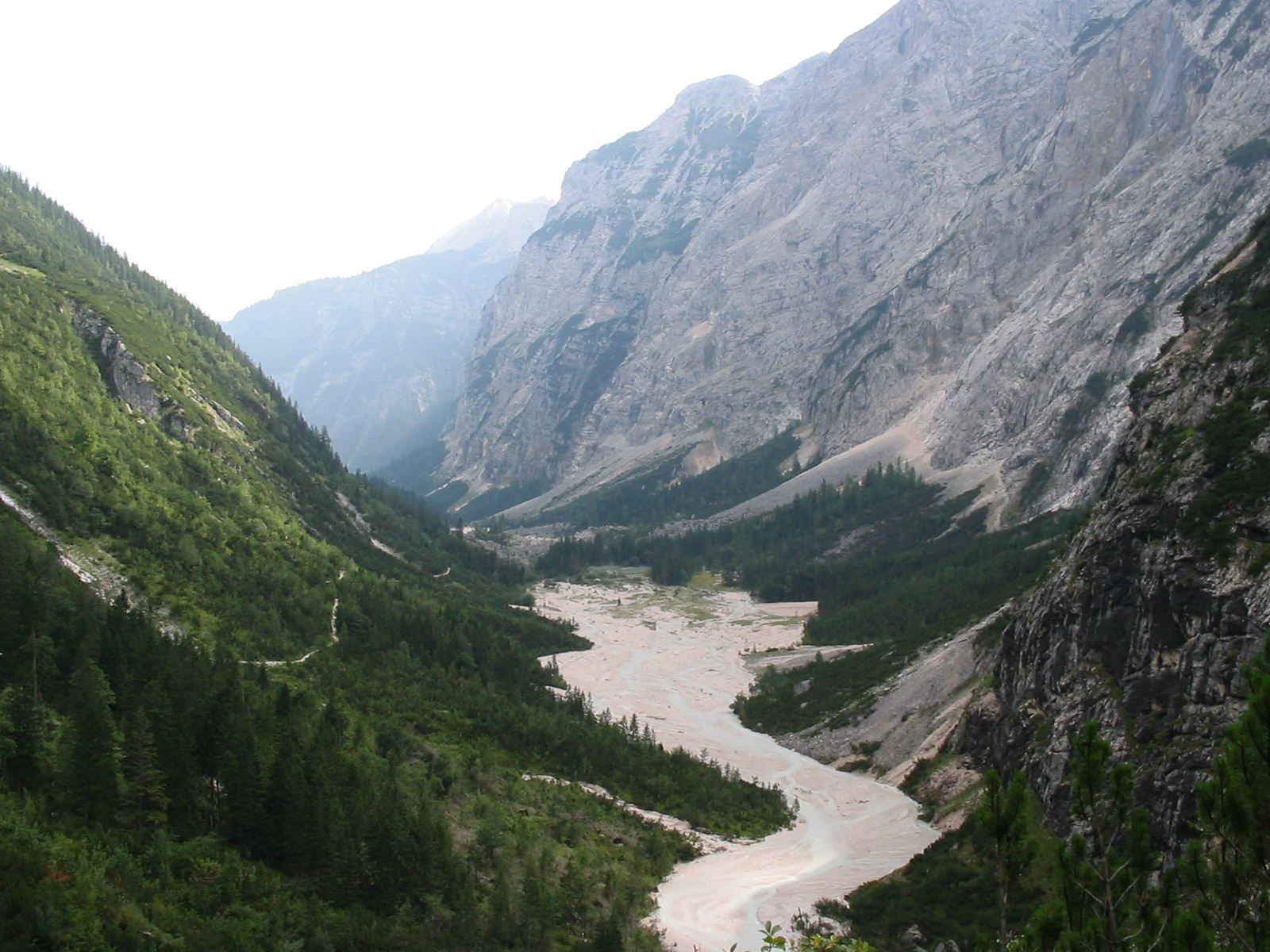
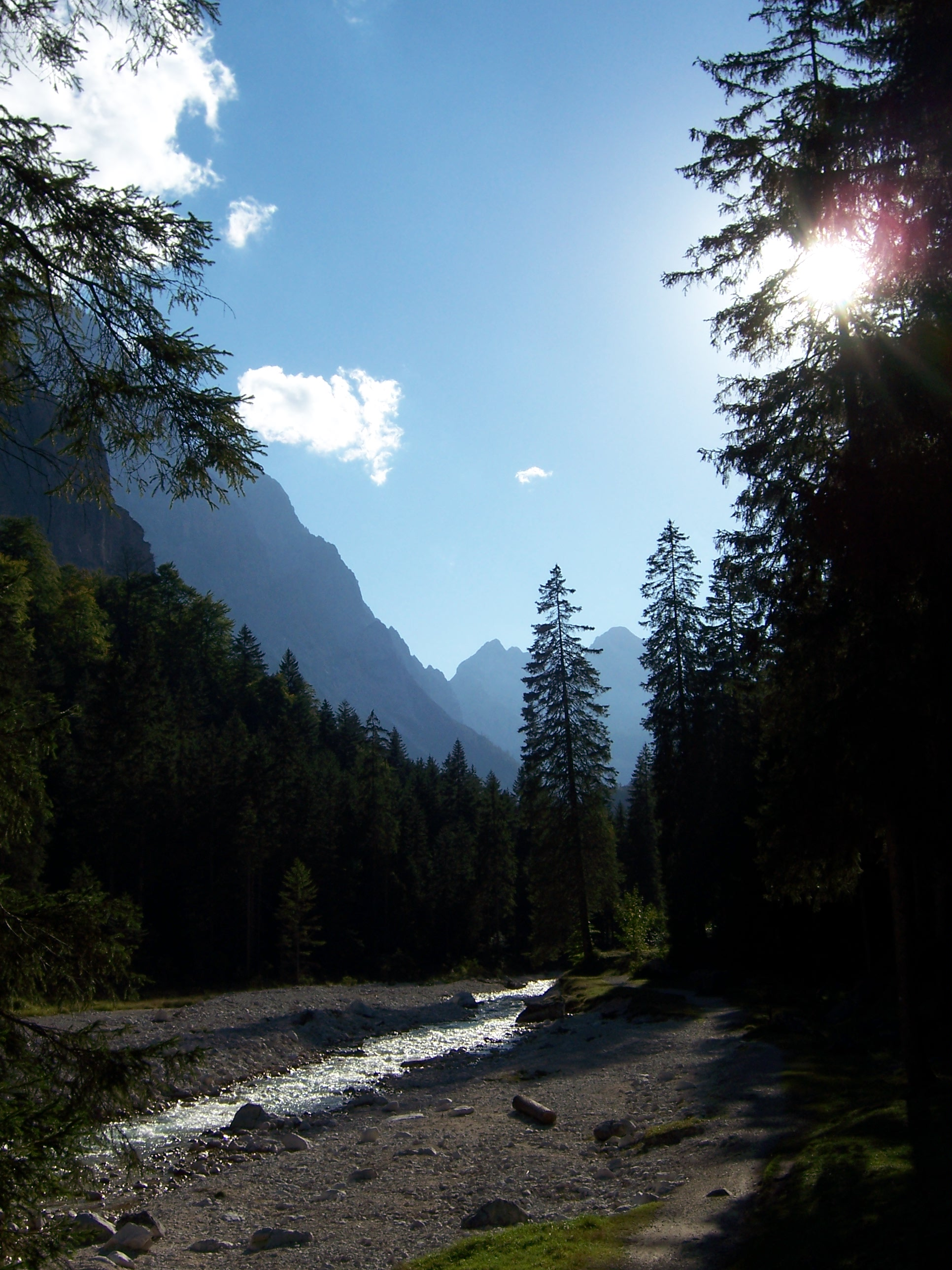